# روبرت أرشيبالد
روبرت أرشيبالد (بالإنجليزية: Robert Archibald)‏ مواليد 29 مارس 1980 في اسكتلندا، هو لاعب كرة سلة بريطاني معتزل بدأ مسيرته الاحترافية في سنة 2002. تم اختياره من قبل فريق ميمفيس غريزليس خلال الدرافت. يبلغ طوله 6 قدم 11 بوصة (2.1 م). مثّل منتخب بلاده. شارك في دورة الألعاب الأولمبية الصيفية سنة 2012. اعتزل اللعب في 2012.

## المسيرة الاحترافية
لعب مع ميمفيس غريزليس في موسم 2002–2003، ثم لعب مع فينيكس صنز في سنة 2003، ثم لعب مع أورلاندو ماجيك في موسم 2003–2004، ثم لعب مع تورونتو رابتورز في سنة 2004، ثم لعب مع فالنسيا باسكت في الدوري الإسباني في سنة 2004، ثم لعب مع فيكتوريا يبرتاس بيزارو في الدوري الإيطالي في موسم 2004–2005، ثم لعب مع جوفينتوت بادالونا في الدوري الإسباني من سنة 2005 إلى 2007، ثم لعب مع بالونكيستو مالقا من سنة 2008 إلى 2011، ثم لعب مع باسكت سرقسطة 2002 في الدوري الإسباني في موسم 2011–2012.

## سجل المنافسة
شارك في المنافسات التالية:
- الألعاب الأولمبية الصيفية 2012

## روابط خارجية
- روبرت أرشيبالد على موقع الاتحاد الدولي لكرة السلة (الإنجليزية)
- روبرت أرشيبالد على موقع الدوري الأوروبي لكرة السلة (الإنجليزية)
- روبرت أرشيبالد على موقع إن بي أي (الإنجليزية)
- روبرت أرشيبالد على موقع سبورتس رفرنس (الإنجليزية)
- روبرت أرشيبالد على موقع الدوري الإسباني لكرة السلة (الإسبانية)
- روبرت أرشيبالد على موقع كرة السلة الأوروبية.كوم (الإنجليزية)
- روبرت أرشيبالد على موقع إي إس بي إن.كوم (الإنجليزية)
- روبرت أرشيبالد على موقع كلية كرة السلة في سبورتس رفرنس.كوم (الإنجليزية)
- روبرت أرشيبالد على موقع ريلجم (الإنجليزية)
- روبرت أرشيبالد على موقع بروبوليرز (الإنجليزية)